# Ставчанська сільська рада (Хотинський район)
Ставча́нська сільська́ ра́да — адміністративно-територіальна одиниця та орган місцевого самоврядування в Хотинському районі Чернівецької області. Адміністративний центр — село Ставчани.

## Загальні відомості
- Населення ради: 1 980 осіб (станом на 2001 рік)

## Населені пункти
Сільській раді підпорядковані населені пункти:
- с. Ставчани

## Склад ради
Рада складається з 16 депутатів та голови.
- Голова ради:
- Секретар ради: Бурлака Галина Олександрівна

### Керівний склад попередніх скликань
| Прізвище, ім'я, по батькові | Основні відомості                                                         | Дата обрання | Дата звільнення |
| --------------------------- | ------------------------------------------------------------------------- | ------------ | --------------- |
| Косован Валентин Григорович | Сільський голова, 1954 року народження, освіта вища, безпартійний         | 26.03.2006   | 31.10.2010      |
| Косован Валентин Григорович | Сільський голова, 1954 року народження, освіта вища, член Партії регіонів | 31.10.2010   | 29.05.2014      |

Примітка: таблиця складена за даними сайту Верховної Ради України

### Депутати
За результатами місцевих виборів 2010 року депутатами ради стали:

#### За суб'єктами висування
| Суб'єкт висування               | Кількість обраних депутатів | %    |
| ------------------------------- | --------------------------- | ---- |
| Комуністична партія України     | 7                           | 43,8 |
| Партія регіонів                 | 4                           | 25   |
| Самовисування                   | 4                           | 25   |
| Політична партія «Наша Україна» | 1                           | 6,3  |

#### За округами
| № округу                        | Прізвище, ім'я, по батькові     | Дата визнання обраним | Освіта             | Партійна приналежність | Відомості про обраного депутата                                |
| ------------------------------- | ------------------------------- | --------------------- | ------------------ | ---------------------- | -------------------------------------------------------------- |
| Комуністична партія України     |                                 |                       |                    |                        |                                                                |
| 2                               | Жовтобрух Людмила Олександрівна | 05.11.2010            | середня            | позапартійна           | Тваринницький комплекс с. Довжок, робітник                     |
| 4                               | Довга Олена Василівна           | 05.11.2010            | вища               | позапартійна           | тимчасово не працює                                            |
| 6                               | Задорожна Юлія Павлівна         | 05.11.2010            | середня            | позапартійна           | Ставчанська загальноосвітня школа, техпрацівник                |
| 9                               | Криклива Віра Несторівна        | 05.11.2010            | середня            | позапартійна           | Хотинський районний територіальний центр, соціальний працівник |
| 12                              | Січкар Василь Борисович         | 05.11.2010            | середня            | позапартійний          | тимчасово не працює                                            |
| 13                              | Кантемір Зоя Тимофіївна         | 05.11.2010            | середня            | позапартійна           | тимчасово не працює                                            |
| 14                              | Хавруняк Василь Васильович      | 05.11.2010            | середня            | позапартійний          | приватний підприємець                                          |
| Партія регіонів                 |                                 |                       |                    |                        |                                                                |
| 1                               | Бурлака Галина Олександрівна    | 05.11.2010            | вища               | позапартійна           | Ставчанська сільська рада, секретар                            |
| 8                               | Канська Біана Валентинівна      | 05.11.2010            | вища               | позапартійна           | Ставчанський вузол зв'язку, завідувачка                        |
| 11                              | Голик Василь Несторович         | 05.11.2010            | вища               | член Партії регіонів   | Ставчанський професійний ліцей, майстер                        |
| 16                              | Максимчук Василь Миколайович    | 05.11.2010            | вища               | позапартійний          | Ставчанська загальноосвітня школа, директор                    |
| Політична партія «Наша Україна» |                                 |                       |                    |                        |                                                                |
| 5                               | Москалюк Михайло Доментійович   | 05.11.2010            | вища               | позапартійний          | Ставчанський професійний ліцей, майстер                        |
| Самовисування                   |                                 |                       |                    |                        |                                                                |
| 3                               | Петрушка Анатолій Григорович    | 05.11.2010            | вища               | позапартійний          | приватний підприємець                                          |
| 7                               | Голик Сергій Петрович           | 05.11.2010            | вища               | позапартійний          | Ставчанський професійний ліцей, викладач                       |
| 10                              | Кваснюк Іван Васильович         | 05.11.2010            | середня спеціальна | позапартійний          | приватний підприємець                                          |
| 15                              | Сандуляк Тамара Петрівна        | 05.11.2010            | вища               | позапартійна           | Ставчанський професійний ліцей, викладач                       |